# 里夏德·馮·魏茨澤克
里夏德·卡爾·馮·魏茨澤克男爵（德語：Dr. Richard Karl Freiherr von Weizsäcker，1920年4月15日—2015年1月31日），德国基督教民主联盟政治家，曾於1981年任西柏林市長，1984年至1994年担任德意志联邦共和国总统，既是末任西德總統，也是德國聯邦統一後的首任總統。

## 生平
出身於德國斯图加特的魏茨澤克，父親恩斯特·魏茨澤克是德國外交官，而其兄長卡尔·冯·魏茨泽克則是一名物理學家及哲學家。由於父親要擔任外交職務，所以他在年幼時曾經伴隨父親到瑞士及丹麥定居。十七歲時，魏茨澤克移居英國，並在牛津大学贝利奥尔学院修讀哲學及歷史。後來，他轉到法國的格勒诺布尔進修。在第二次世界大戰爆發後，他就待在德國陸軍部工作，最後更保留了上尉一職。1945年，他在東普魯士任職期間受傷，被迫退回家鄉養傷。退出戰場後，他就到了德國格丁根大学攻讀歷史及法學。後來，他經過了兩次法官考試，最後於1955年受到推薦。1953年，他與結識日久的瑪莉安娜·馮·克萊舒曼結婚，並育有四子。
1954年，魏茨澤克加入了德国基督教民主联盟，其後更在1969年成為德國联邦议会的議員（1969年－1981年）。1981年，他被擢升為副議長，以及西柏林市長。隨後的1984年，联邦会议選舉他為德国总統，以接替離任的卡爾·卡斯滕斯，直至1994年由羅曼·赫爾佐克上任為止。
他最為人所知的，也是他的演講。而他也曾經是德國新教教會宗教會議的成員之一（1967年－1984年）。
2015年1月31日，於柏林逝世，享年94歲。

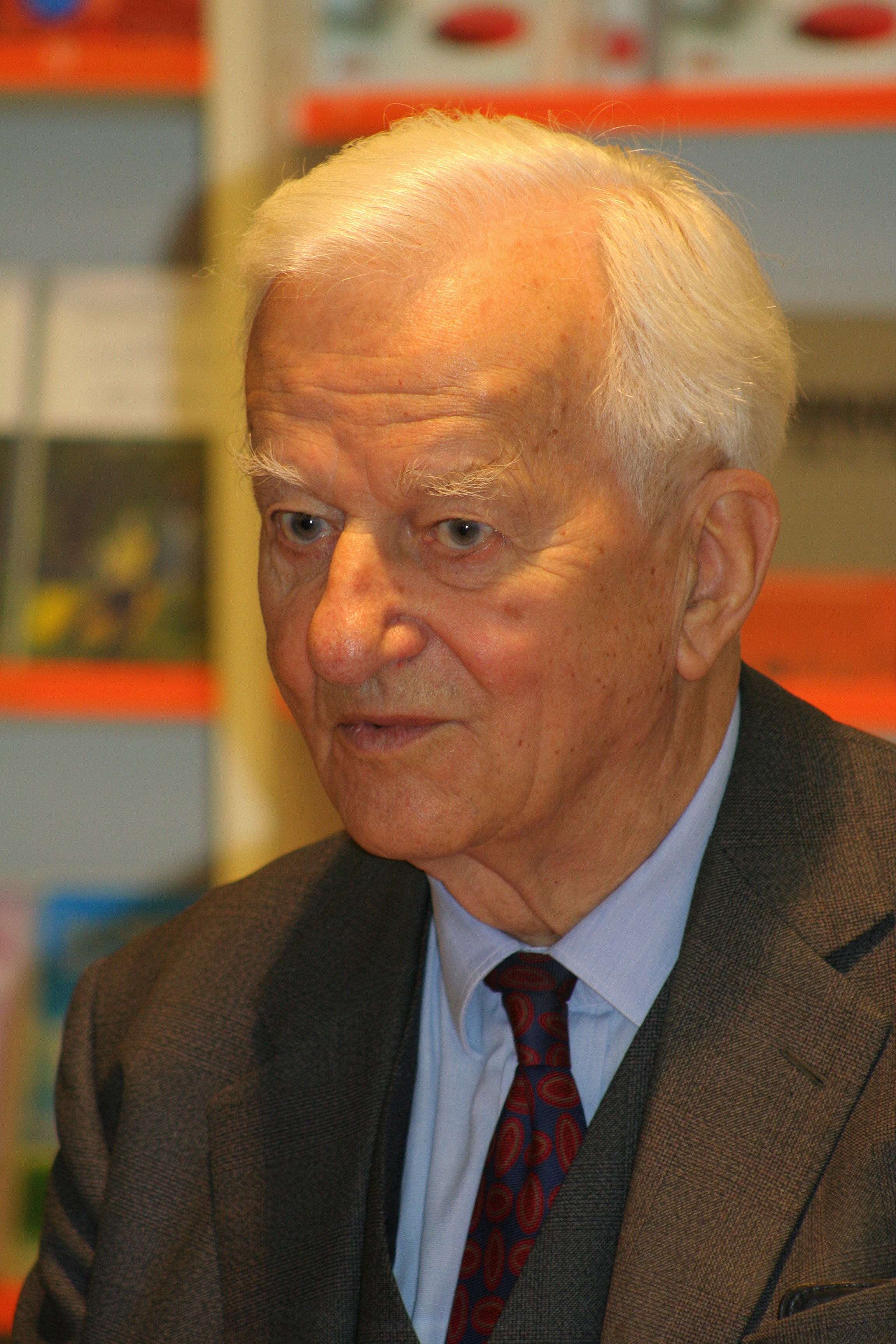
2009年的魏茨澤克。

## 荣誉

### 外国勋章奖章
- 一等白狮勋章（捷克，2003年[2]）

## 外部連結
- Rede zum 8. Mai 1985 1（页面存档备份，存于）

| 前任： 卡爾·卡斯滕斯 | 德意志聯邦共和國聯邦總統 1984年－1994年 | 繼任： 羅曼·赫爾佐克 |
| 前任： 漢斯·福格爾   | 西柏林市長 1981年－1984年               | 繼任： 艾伯罕·狄布根 |